# 马里奥·苏亚雷斯 (1924年)
马里奥·阿尔贝托·诺布雷·洛佩斯·苏亚雷斯（葡萄牙語：Mário Alberto Nobre Lopes Soares，發音：[ˈmaɾju alˈβɛɾtu ˈnɔβɾɨ ˈlɔpɨʃ suˈaɾɨʃ]；1924年12月7日—2017年1月7日），葡萄牙政治家，曾任葡萄牙總統及總理。在2007年“最偉大的葡萄牙人”投票评选中，他排名第12，是當時在世人物中排名最高的。

## 生平
蘇亞雷斯生於1924年12月7日，在1951年和1957年分別獲里斯本大學歷史哲學及法學學士學位。
1973年創立葡萄牙社會黨，以抵抗當時社團主義獨裁政權。1974年4月25日葡萄牙發生康乃馨革命後，新國家政權被推翻，1975年他率領社會黨贏得制憲議會選舉，並更進一步推動葡萄牙民主化和非殖民化。
1976年經過反共示威後的政治混亂，他接任葡萄牙總理，至1978年卸任，1983年再上任總理，1985年國會選舉失敗下台，次年參選葡萄牙總統選舉，成功當選成為葡萄牙總統；後來先後三次到訪澳門，1991年連任總統，至1996年卸任。1999年起擔任了為期五年的歐洲議會議員。

## 荣誉

### 外国勋章奖章
- 白隼大十字勋章附颈饰（英语：Order of the Falcon）（冰岛，1993年6月4日[1]）